# Nolan Schaefer
Pour les articles homonymes, voir Schaefer.
Nolan Kelly Schaefer, né le 15 janvier 1980 à Yellow Grass, Saskatchewan, est un joueur de hockey sur glace professionnel canado-suisse. Il évolue au poste de gardien de but.

## Carrière
Après avoir joué dans diverses ligues juniors de la Saskatchewan, sa province d'origine, Nolan Schaefer rejoint le Providence College et l'équipe de hockey de l'université sise dans l'État de Rhode Island, les Friars de Providence. Il joue quatre ans dans la NCAA avant de prendre le chemin d'une carrière professionnelle. Il a en effet été entretemps choisi en 166e par les Sharks de San José lors du repêchage d'entrée de 2000.
C'est donc en 2003 que Nolan Schaefer commence vraiment sa carrière, dans l'organisation des Sharks. Il est d'abord placé dans les clubs-fermes de la franchise californienne, en ECHL avec les Falcons de Fresno et en LAH avec les Barons de Cleveland. Jusqu'à l'été 2006, moment où la franchise est déplacée à Worcester, il partage la cage avec l'Allemand Dimitri Pätzold.
Pendant la saison 2005-2006, alors que les Sharks de San José souffrent d'une suite de blessures chez ses gardiens titulaires (Evgueni Nabokov et Vesa Toskala), Nolan Schaefer est appelé pour suppléer ces absences. Il joue même son premier match en LNH, lorsqu'il remplace Toskala. Il signe son premier blanchissage dans la grande ligue lors d'une rencontre face aux Mighty Ducks d'Anaheim.
À son retour à Worcester, il doit partager la place de gardien de but avec les Allemands Pätzold et Thomas Greiss. Devenant le troisième choix de l'entraîneur, il est échangé au mois de janvier aux Bears de Hershey, tout en restant la propriété des Sharks de San José, étant même appelé à quelques reprises pour pallier l'absence sur blessure de Toskala.
Le 27 février 2007, peu avant la fin de la période de transferts en LNH, il est échangé aux Penguins de Pittsburgh contre un choix de septième ronde. Il est alors directement placé en LAH, chez les Penguins de Wilkes-Barre/Scranton. Malgré de bonnes performances en ligue mineure, les Penguins décident de ne pas prolonger son contrat à la fin de la saison 2006-2007.
Nolan Schaefer s'engage alors avec le Wild du Minnesota, qui ne le retiennent toutefois pas dans leur cadre et est envoyé chez les Aeros de Houston en LAH. En compagnie de Barry Brust, il remporte, à la fin de la saison 2007-2008, le trophée Harry-« Hap »-Holmes, récompensant le duo de gardiens ayant le moins de buts encaissés.
Voyant son avenir en LNH bouché, Schaefer rejoint une première fois l'Europe en signant avec le HK CSKA Moscou en KHL lors de la saison 2009-2010. Cette expérience ne dure toutefois qu'une saison, vu qu'il revient en juillet 2010, en Amérique du Nord et plus précisément aux Bruins de Boston. Il est toutefois envoyé en ligue mineure chez les Bruins de Providence.
Le 21 septembre 2011, il traverse une nouvelle fois l'Atlantique, et signe avec le HC Ambrì-Piotta, club qui milite en LNA. Le 7 septembre 2012, il confirme avoir reçu son passeport suisse.

## Honneurs et récompenses
- SJHL
  - Membre de l'équipe de meilleures recrues de la ligue en 1998
- NCAA (East)
  - Membre de la deuxième équipe-étoile en 2001
- Hockey East
  - Membre de la première équipe-étoile en 2001
- LAH
  - Vainqueur du trophée Harry-« Hap »-Holmes en compagnie de Barry Brust en 2008

## Statistiques
| Saison    | Équipe                            | Ligue |    | Saison régulière | Saison régulière | Saison régulière | Saison régulière | Saison régulière | Saison régulière | Saison régulière | Saison régulière | Saison régulière | Saison régulière |   | Séries éliminatoires | Séries éliminatoires | Séries éliminatoires | Séries éliminatoires | Séries éliminatoires | Séries éliminatoires | Séries éliminatoires | Séries éliminatoires | Séries éliminatoires |
| Saison    | Équipe                            | Ligue | PJ | V                | D                | Pr/N             | Min              | BC               | Moy              | % Arr            | Bl               | Pun              | PJ               | V | D                    | Min                  | BC                   | Moy                  | % Arr                | Bl                   | Pun                  |                      |                      |
| 1996-1997 | Mallers de Yorkton                | SMHL  | 36 |                  |                  |                  | 1 854            | 132              | 4,27             |                  | 0                |                  | -                | - | -                    | -                    | -                    | -                    | -                    | -                    | -                    |                      |                      |
| 1997-1998 | Mallers de Yorkton                | SMHL  | 5  |                  |                  |                  | 239              | 17               | 4,25             |                  | 0                |                  | -                | - | -                    | -                    | -                    | -                    | -                    | -                    | -                    |                      |                      |
| 1997-1998 | Hawks de Nipawin                  | LHJS  | 21 | 12               | 4                | 3                | 1 080            | 42               | 2,33             |                  | 3                |                  | -                | - | -                    | -                    | -                    | -                    | -                    | -                    | -                    |                      |                      |
| 1998-1999 | Hawks de Nipawin                  | LHJS  | 46 |                  |                  |                  | 2 478            | 165              | 4,00             |                  | 0                |                  | -                | - | -                    | -                    | -                    | -                    | -                    | -                    | -                    |                      |                      |
| 1999-2000 | Friars de Providence              | NCAA  | 14 | 6                | 5                | 1                | 778              | 42               | 3,24             | 90,4             | 0                | 0                | -                | - | -                    | -                    | -                    | -                    | -                    | -                    | -                    |                      |                      |
| 2000-2001 | Friars de Providence              | NCAA  | 25 | 15               | 8                | 2                | 1 529            | 63               | 2,47             | 91,5             | 3                | 2                | -                | - | -                    | -                    | -                    | -                    | -                    | -                    | -                    |                      |                      |
| 2001-2002 | Friars de Providence              | NCAA  | 35 | 11               | 18               | 5                | 2 062            | 113              | 3,29             | 90,5             | 0                | 2                | -                | - | -                    | -                    | -                    | -                    | -                    | -                    | -                    |                      |                      |
| 2002-2003 | Friars de Providence              | NCAA  | 25 | 13               | 8                | 2                | 1 440            | 71               | 2,96             | 90,9             | 0                | 0                | -                | - | -                    | -                    | -                    | -                    | -                    | -                    | -                    |                      |                      |
| 2003-2004 | Barons de Cleveland               | LAH   | 27 | 14               | 9                | 3                | 1 592            | 62               | 2,34             | 92,5             | 2                | 2                | 9                | 4 | 5                    | 573                  | 24                   | 2,51                 | 92,7                 | 0                    | 4                    |                      |                      |
| 2003-2004 | Falcons de Fresno                 | ECHL  | 12 | 5                | 5                | 0                | 654              | 34               | 3,12             | 91,0             | 1                | 17               | -                | - | -                    | -                    | -                    | -                    | -                    | -                    | -                    |                      |                      |
| 2004-2005 | Barons de Cleveland               | LAH   | 43 | 17               | 23               | 1                | 2 418            | 110              | 2,73             | 90,7             | 3                | 8                | -                | - | -                    | -                    | -                    | -                    | -                    | -                    | -                    |                      |                      |
| 2005-2006 | Sharks de San José                | LNH   | 7  | 5                | 1                | 0                | 352              | 11               | 1,88             | 92,0             | 1                | 2                | -                | - | -                    | -                    | -                    | -                    | -                    | -                    | -                    |                      |                      |
| 2005-2006 | Barons de Cleveland               | LAH   | 36 | 12               | 21               | 2                | 2 058            | 118              | 3,44             | 88,7             | 2                | 2                | -                | - | -                    | -                    | -                    | -                    | -                    | -                    | -                    |                      |                      |
| 2006-2007 | Sharks de Worcester               | LAH   | 16 | 5                | 8                | 3                | 921              | 43               | 2,80             | 89,7             | 0                | 0                | -                | - | -                    | -                    | -                    | -                    | -                    | -                    | -                    |                      |                      |
| 2006-2007 | Bears de Hershey                  | LAH   | 3  | 0                | 3                | 3                | 162              | 10               | 3,70             | 87,8             | 0                | 0                | -                | - | -                    | -                    | -                    | -                    | -                    | -                    | -                    |                      |                      |
| 2006-2007 | Penguins de Wilkes-Barre/Scranton | LAH   | 15 | 9                | 5                | 0                | 804              | 30               | 2,24             | 91,4             | 1                | 0                | 11               | 5 | 6                    | 699                  | 32                   | 2,75                 | 90,8                 | 0                    | 0                    |                      |                      |
| 2007-2008 | Aeros de Houston                  | LAH   | 34 | 19               | 13               | 0                | 1 980            | 68               | 2,06             | 92,4             | 6                | 4                | 2                | 0 | 2                    | 117                  | 4                    | 2,05                 | 93,4                 | 0                    | 0                    |                      |                      |
| 2008-2009 | Aeros de Houston                  | LAH   | 51 | 26               | 17               | 5                | 2 711            | 114              | 2,52             | 90,3             | 1                | 4                | 4                | 1 | 1                    | 148                  | 11                   | 4,46                 | 82,3                 | 0                    | 0                    |                      |                      |
| 2009-2010 | HK CSKA Moscou                    | KHL   | 22 | 6                | 9                | 1                | 1 107            | 49               | 2,66             | 89,5             | 1                | 4                | 1                | 0 | 0                    | 44                   | 2                    | 2,73                 | 90,0                 | 0                    | 0                    |                      |                      |
| 2010-2011 | Bruins de Providence              | LAH   | 30 | 9                | 16               | 1                | 1 604            | 83               | 3,10             | 89,7             | 0                | 6                | -                | - | -                    | -                    | -                    | -                    | -                    | -                    | -                    |                      |                      |
| 2010-2011 | Bears de Hershey                  | LAH   | 10 | 4                | 4                | 2                | 607              | 24               | 2,37             | 91,5             | 0                | 0                | -                | - | -                    | -                    | -                    | -                    | -                    | -                    | -                    |                      |                      |
| 2011-2012 | HC Ambrì-Piotta                   | LNA   | 24 | 8                | 16               | 0                | 1 458            | 51               | 2,10             | 90,1             | 3                | 2                | 5                | 0 | 5                    | 335                  | 20                   | 3,58                 | 84,7                 | 0                    | 2                    |                      |                      |
| 2012-2013 | HC Ambrì-Piotta                   | LNA   | 36 | 12               | 22               | 0                | 2 036            | 117              | 3,45             | 89,5             | 3                | 34               | 5                | 4 | 1                    | 323                  | 12                   | 2,23                 | 92,6                 | 0                    | 0                    |                      |                      |
| 2013-2014 | HC Ambrì-Piotta                   | LNA   | 26 | 13               | 11               | 0                | 1 482            | 52               | 2,11             | 93,8             | 2                | 27               | 2                | 0 | 2                    | 119                  | 9                    | 4,54                 | 87,8                 | 0                    | 0                    |                      |                      |
| 2014-2015 | CP Berne                          | LNA   | 9  |                  |                  |                  | 521              | 9                | 2,19             | 92,28            | 0                |                  | 1                |   |                      | 36                   | 3                    | 5,00                 | 75,0                 | 0                    | 0                    |                      |                      |

## Privé
Nolan Schaefer est le frère cadet de l'ailier Peter Schaefer.
Il a été diplômé en arts visuels et en histoire de l'art à la fin de ses études au Providence College en 2003.
Il lutte également pour mettre en valeur la maladie de Lyme, dont souffre sa femme.